# Moaxaja
Moaxaja este o compoziție poetică cultă, caracteristică Spaniei musulmane. Deși primele referiri făcute la acest tip de compoziție datează din secolul IX se crede că moaxaja exista dinainte. După cum relatează Emilio García Gómez, existau în Spania încă din cele mai vechi timpuri refrene caracteristice arabilor din Peninsula Iberică.
Un poet arab, al cărui nume a rămas necunoscut, la finalul secolului IX s-a folosit de aceste refrene, pentru a realiza o poezie arabă, dându-i numele de moaxaja. Acest tip de poezie a fost imitat de poeții iudeo-spanioli.
Moaxaja a fost o noutate radicală pentru lirica arabă. Noutatea acesteia consta în trei aspecte: folosirea versurilor scurte, catrenul și combinația celor două limbi.
La finalul secolului IX și începuturile secolului X se face referire la poetul Muqaddan Ibn Muafa, Al Cabri Muqaddan Ibn Muafa, "Al Cabri" ca fiind inventatorul acestui gen poetic.
Moaxaja s-a perfecționat și a ajuns să fie introdus și în alte arii ale Islamului.

## Tipuri demoaxaja
1. Moaxaja cu jarcha. „Jarcha” era un grup de versuri adăugate la finalul comoziției, precedate de refren, închidea moaxaja. 'Jarcha' în arabă خرجة (jarŷa) era scrisă de cele mai multe ori în limba arabă dar și în mozárabe limba arabilor din Peninsula Iberică.
2. Moaxaja în arabă orientală.
3. Zejel. Cultivat mai ales de către poetul Ibn Quzman (sau Ibn Guzmán, 1078-1160). În acest tip de poezie cuvintele sau frazele în arabă romance sau evreiască nu apăreau la finalul poeziei ci la mijlocul acesteia.